# Ditzingen
Ditzingen város Németországban, azon belül Baden-Württembergben. Lakosainak száma 25 318 fő (2023. december 31.).

## Városrészek
- Ditzingen
- Heimerdingen
- Hirschlanden
- Schöckingen

## Népesség
A település népessége az elmúlt években az alábbi módon változott:
| Lakosok száma | 12 631 | 17 900 | 21 149 | 22 239 | 21 950 | 23 501 | 23 814 | 24 251 | 24 272 | 25 318 |
|               | 1961   | 1968   | 1974   | 1981   | 1987   | 1994   | 2000   | 2007   | 2013   | 2023   |